# Chuka
Chuka är huvudort i distriktet Meru South i Östprovinsen i Kenya. Centralorten hade 7 971 invånare vid folkräkningen 2009, med 43 470 invånare i hela kommunen.